# Aitor Ruibal García
Aitor Ruibal García (Sallent, 22 de març de 1996) és un futbolista professional català que juga com a davanter pel Reial Betis.
Ruibal va debutar com a sènior amb el CE Manresa la temporada 2012–13, en categories regionals. El 2013 va fitxar per la UE Cornellà, retornant al futbol juvenil.
Ruibal va jugar amb l'equip els tres primers partits de la temporada 2014–15, el primer d'ells el 21 de desembre de 2014 en una derrota a casa contra el CE Alcoià per 0–1, en partit de la Segona Divisió B. El febrer següent va fitxar pel CE L'Hospitalet de la mateixa categoria; inicialment va jugar amb el Juvenil A fins que fou definitivament promocionat al primer equip el 19 de juny de 2015.
El 22 de desembre de 2015, Ruibal signà contracte per un any i mig amb el Reial Betis, i fou assignat a l'equip B a la segona divisió B. Va debutar amb el primer equip – i a La Liga – el 10 de desembre de 2017, entrant als darrers minuts per substituir Fabián en una derrota per 0–1 a casa contra l'Atlètic de Madrid.
El 10 de maig de 2018, Ruibal fou cedit al FC Cartagena de Segona B fins al 30 de juny. El 13 de juliol, va anar cedit al CF Rayo Majadahonda de Segona Divisió.
El 4 de juliol de 2019, Ruibal va signar un nou contracte per tres anys amb el Betis, i fou cedit immediatament al CD Leganés de primera divisió, per un any.